# 西峡站
西峡站，位于中华人民共和国河南省南阳市西峡县，是宁西铁路上的火车站，始建于2000年，并于2005年启用，由郑州局集团南阳车务段管辖。
本站原有5条到发线，宁西增建二线在本站改建站场后设6条股道；长400米、宽9米的基本站台和中间站台各一座，各站台和站房间通过旅客地道连接。车站货场位于站房西侧，设有3条货物线。本站为宁西铁路的限坡分界点：本站以西为13‰双机牵引地段,以东为6‰单机牵引地段，因此本站在站对侧设有补机折返段，设有3条整备线。浩吉铁路于本站南侧通过，并设有联络线连接本站西咽喉。未来龙成专用线在本站接轨、增设到发线2条。

## 車站周邊
- 老庙岗村委会
- 西峡县回车镇老庙岗小学